# روتوم، ده‌فریسکه مارن
راتوم (به هلندی: Rottum) یک منطقهٔ مسکونی در هلند است که در ده‌فریسکه مارن واقع شده‌است. راتوم ۶۷۵ نفر جمعیت دارد.